# 세종천연가스발전소
세종천연가스발전소(世宗天然─發電所)는 세종특별자치시 한솔동에 위치한 복합화력발전소로, 한국중부발전에서 운영하고 있다. 당초 명칭은 '세종열병합발전소'였으나 생활쓰레기나 폐기물을 연료로 사용한다는 지역 주민들의 부정적인 인식으로 인해 2014년 6월 현재의 명칭으로 변경하였다.  열병합 발전설비를 갖추고 있으며, 발전 과정에서 발생한 폐열을 인근 세대와 정부세종청사 등에 난방열로 공급하고 있다.

## 발전설비 현황[2]
| 발전방식      | 발전원        | 설비용량                                   | 소계 (MW) |           |
| ------------- | ------------- | ------------------------------------------ | --------- | --------- |
| 복합화력      | LNG           | G/T: 167.104MW × 2기, S/T: 196.233MW × 1기 | 530.441   |           |
| 신재생에너지  | 태양광        | 0.327× 1기                                 | 0.327     |           |
| 설비용량 총계 | 설비용량 총계 | 530.768MW                                  | 530.768MW | 530.768MW |